# Álvaro Javier Cianis Maristany
Álvaro Javier Cianis Maristany (Villa Elisa, 11 de enero de 1955 - La Plata, 21 de enero de 1977) fue un estudiante de la Universidad Nacional de La Plata secuestrado y asesinado por el terrorismo de Estado en Argentina.

## Biografía
Álvaro Javier Cianis Maristany era hijo de la jueza Elisa Zoraida Maristany de Cianis. Creció en el barrio Las Mellizas de la localidad platense de Villa Elisa, y asistió al colegio secundario religioso San Francisco de Asís, por entonces una de las pocas instituciones educativas de la zona.
Luego de finalizar su educación secundaria, en 1972 ingresó a la Facultad de Ciencias Naturales y Museo de la Universidad Nacional de La Plata para estudiar Ecología y Conservación de Recursos Naturales Renovables.Un año antes, en 1971, había ingresado su hermano, también desaparecido, Leandro Nicolás Cianis Maristany.

## Militancia
En Villa Elisa la militancia política estaba vinculada principalmente a las acciones comunitarias. Sin embargo, en instituciones como el colegio San Francisco de Asís hubo una gran politización por parte de los jóvenes y un desplazamiento hacia organizaciones y espacios vinculados a Montoneros, aunque en épocas posteriores al asesinato de Cianis Maristany.Muchos jóvenes ingresaban a las organizaciones políticas cuando salían de Villa Elisa para ingresar a la Universidad. En el caso de Álvaro Javier Cianis Maristany, comenzó a militar en la Juventud Universitaria Peronista (JUP) y de Montoneros.

## Secuestro y asesinato
Pocos días después de cumplir sus 22 años, Álvaro Javier Cianis Maristany fue secuestrado luego de un allanamiento en su casa el 21 de enero de 1977.Fue trasladado a la Comisaría 5ta de La Plata, un Centro Clandestino de Detención que funcionó entre 1976 y 1978 como parte del denominado Circuito Camps.
Al día siguiente fue asesinado en un enfrentamiento fraguado en las cercanías de la comisaría, en calle 24 entre 62 y 63. Según el informe médico del acta de fallecimiento de la morgue de Sanidad de La Provincia de Buenos Aires, el cuerpo mostraba signos de ejecución "por destrucción de masa encefálica por proyectil de arma de fuego". El hecho apareció en los medios, aunque no se mencionaban los nombres de las personas fallecidas. Según los periódicos La Nación y La Opinión, se produjo un allanamiento en una vivienda que devino en un tiroteo que tuvo como saldo la muerte de tres militantes.

## Otras víctimas de su familia
Su hermano Leandro Nicolás "El Gato", estudiante de antropología de la Facultad de Ciencias Naturales y Museo de la Universidad Nacional de La Plata, era militante de la Liga de Estudiantes Socialistas (LES), luego de la Juventud Universitaria Peronista (JUP) y de Montoneros. Luego del asesinato de Álvaro pasó a la clandestinidad y se trasladó a Buenos Aires con una identidad falsa. En 1977 fue secuestrado en un operativo del Primer Cuerpo del Ejército y continúa desaparecido.
La madre de Álvaro y Nicolás, Elisa Maristany de Cianis, no pudo superar la muerte y desaparición de sus hijos y se quitó la vida unos meses después de la desaparición de Nicolás.

## Reconocimientos
El 25 de marzo de 2017 se realizó un acto en memoria de las 24 personas detenidas desaparecidas de Villa Elisa.
El 9 de junio de 2023 se hizo entrega del legajo de Álvaro Javier Cianis Maristany, en el marco del Programa de Reparación de Legajos de la Universidad Nacional de La Plata.